# وسائل الذكر لمنع الحمل
موانع حمل الرجل هي عبارة عن طرق تستخدم لمنع الحمل عن طريق التدخل في فيسيولوجيا الرجل. أكثر الطرق استخداما في موانع حمل الرجل هي الواقي الذكري، والعزل في الجماع، والجماع الخارجي،وقطع القناة المنوية. الطريقة التي تستخدم عادة مع الحيوانات الأليفة هي الإخصاء. هناك أيضا طرق أخرى لمنع حمل الرجل وهي حاليا في مراحل البحث والتطوير. إحدى هذه الطرق هي الستايرين مالييك انهيدريد (هذه الطريقة أكملت القليل من مرحلة تجربة سريرية الثانية على البشر في الهند) والموجات فوق الصوتية (هذه الطريقة حققت نتائج في التجارب على الحيوانات).

## الجراحة
قطع القناة المنوية هي عبارة عن عملية جراحية لتعقيم الرجل (سلب القدرة على الإنجاب) أو تنظيم النسل. في هذه العملية يتم قطع الأسهر (القناة الناقلة للمني) ومن ثم يتم ربطه بطريقة تمنع من وصول الحيوانات المنوية إلى مجرى المني (القذف). عمليات قطع القناة المنوية تتم عادة في العيادات الطبية. قامت مراكز مكافحة الأمراض واتقائها (المعروفة باسم CDC) بعمل بحث على عمليات قطع القناة المنوية، ووجدوا أن نسبة إخفاق العملية تساوي 11 من بين كل 1000 عملية بعد مرور عامين من وقت إجرائها. نصف هذه الإخفاقات حدثت بعد إجراء العملية بثلاثة أشهر، ولم تحدث أي إخفاقات بعد مرور 72 أسبوع من وقت إجراء العملية. بسبب وجود بعض الحيوانات المنوية في المنطقة التي تلي الأسهر المربوط فإن عمليات قطع القناة المنوية تصبح فعالة فقط بعد مرور 3 أشهر من إجراء العملية.

## العزل في الجماع
تُقَدَّر نسبة إخفاق طريقة العزل في الجماع بحوالي 4% للسنة الواحدة إذ تم استخدامها بالطريقة الصحيحة في كل عملية جماع. وتصل نسبة الإخفاق إلى 22% إذا تم استخدامها بالطريقة النمطية.

## التاريخ
وصف ديسقُوريدِوس في العام 40 الميلادي خاصية منع الحمل في بذور القنَّب (Cannabis sativa) ونبتة السذاب (Ruta graveolens) في كتاب أدوات الطب (De Materia Medica) الذي كان سائد الاستخدام في العصور الوسطى. تمت تجربة في الفئران (20 مليجرام من 80% مستخلص الايثانول) حيث وجد أن ذلك المستخلص عمل على تقليل عدد الحيوانات المنوية إلى أقل من النصف. وكانت تستخدم في بلاد فارس خلال العصور الوسطى (وفي تقاليد أخرى كما في المرجع) تلك الاعشاب لمنع الحمل في الرجال. كما كان يستخدم أيضا القطن جوسيبيوم هرباسيوم (Malvaceae)، والسعد الطويل (Cyperaceae)، وفتكس سودونيقودو (Verbenaceae)، وارستولوكيا انديكا (Aristolochiaceae)، والرمان (Punicaceae)، وساركوستيما اسيدم (Asclepiadaceae). على النقيض، المركب الذي تم استخلاصه من القطن جوسيبيوم هرباسيوم، كما يشابه الأعشاب القطنية الأخرى والبامية (gossypol) تم استبعاد استعمالها لمنع الحمل لأنها تسبب عقم دائم في 10 إلى 20 بالمئة من المستعملين.
في الطب الهندي التقليدي، ذكرت استعمالات شجرة النيم في الطب الأيورفيدي، كما ذكر في سوشروتا سامهيتا، راساراثاساموكايا، سارانقادارا، بافابرلشكا، وبيساقيا راتنافالي. وصفت تقليديا لتأثيراتها المانعة للحمل. عملت أوراق تلك الشجرة على تقليل نسبة الحمل وحجم المستعمرة في الفئران التي تمت التجربة عليها.
في عام 1995، قام الباحثون بعزل المركبات من نبتة كانت تستخدم في طب الاعشاب الصيني تسمى ب”إله الرعد” (雷公籐, lei gong teng).
 وفي عام 2002، قام الباحثون بتغذية مستخلصات بذور فاكهة البابايا (Carica papaya) إلى القردة. حيث وجد لاحقاً عدم وجود حيوانات منوية في المني المقذوف من تلك الحيوانات. بينما كانت تستخدم قديما في منع الحمل، لم يكن لبذور البابايا أي تأثير مرضي على الخصية أو الأعضاء الأخرى في الفئران التي تمت التجربة عليها بعد فترة طويلة من العلاج.
منع الحمل بواسطة الحرارة، يعود التأريخ بالفكرة إلى كتابات أبوقراط، يشمل ذلك إحماء الخصي لمنع تكون الحيوانات المنوية. تتم بواسطة إبقاء الخصي على درجة حرارة 47ْ درجة مئووية (116 فهرنهايت) (أكثر ما يمكن احتماله بلا ألم) لمدة 45 دقيقة، لم تكن طريقة مغرية بشكل سائد ولكن يتم دراسة وسيلة مقاربة باستخدام الموجات فوق الصوتية.

## البحث
الهدف من البحوثات هو أن يتم تطوير مانع حمل للرجل يمكن أن يعكس، سواءً دوائي أو جراحي أو غيرهما. 

### الأدوية
هناك طريقتين من الاستعمال يجري الآن البحث عليهما: حبوب تحتوي على الهرمونات لمنع الحمل يمكن استعمالها عن طريق الفم، مشابهة لحبوب منع الحمل المستخدمة من النساء، وحقن هرمونات للرجل.
- جوسيبول، مستخلص من القطن، تمت دراسته كمانع للحمل في الرجال. حيث يقوم بإنقاص إنتاج الحيوانات المنوية ولكن ذلك قد يكون دائما في 20% من الناس.[22]
- منع الكروماتين من إعادة البناء عن طريق الارتباط بجين يعمل على إنتاج بروتين خاص للخصي (BRDT) أُثبت أنه يقوم بمنح عقم يمكن استرجاعه في ذكور الفئران.[23] JQ1، الذي يعمل كمانع متخصص لجين BRDT يعمل بتلك الطريقة، حالياً تحت التطوير كدواء مانع للحمل للرجل غير هرموني. يقوم بمنع إنتاج الحيوانات المنوية من الخصية بشكل فعَّال. ولا يحمل آثار جانبية ممثالة للأدوية الهرمونية التي تمنع الحمل في الرجال.[24]
- منع الحمل بواسطة المناعة تتشكل حول استهداف المستضدات للحيوان المنوي وجد أنها فعالة في ذكور الرئيسيات.[25]
- محصرات قنوات الكالسيوم كمثل nifedipine، من الممكن أن تعمل على تسبب العقم عن طريق تغيير عملية الأيض للدهون في الحيوان المنوي بحيث يجعلها غير قابل لتلقيح البويضة.[26] أوضح بحث جديد في جامعة بار-لان الإسرائيلية أنه من شهر يونيو 2010، حبة مماثلة قد تكون بعيدة 5 سنوات. بحث ذلك في الفئران اثبت فعاليته بلا أعراض جانبية.[27]
- مركب يتدخل بدرب فيتامين ألف (A) أُثبت أنه يعمل على إبقاء ذكور الفئران عقيمة خلال فترة العلاج بدون أن يأثر على الشهوة. عند إخذ الدواء، يستمر بإنتاج الحيوان المنوي. طريقة عمل العلاج تشمل على منع تحويل فيتامين ألف (A) إلى المركب الفعال حمض الريتينويك الذي يقوم بالارتباط إلى مستقبلات ريتينويك اللازمة لبدأ عملية إنتاج الحيوان المنوي.[28][29] ذلك يمكن عمله، مثلاً، عن طريق منع أحد أنزيمات aldehyde dehydrogenase يدعى RALDH3 (ALDH1A2), الذي يقوم بتحويل retinaldehyde إلى حمض الريتينويك في الخصيتين. المحاولات الماضية لعمل ذلك فشلت وذلك لأن المركبات المانعة التي استخدمت كانت ليست متخصصة بكفاية وعملت على منع مركبات أُخرى من aldehyde dehydrogenase، كتلك القائمة على أيض الكحول لتسبب أعراض جانبية خطيرة.[30]
- ادجودين (Adjudin)، مركب ليس سام مشابه إلى lonidamine أُثبت أنه يعمل على عقم يمكن إعادته في الفئران.[31] الدواء يمزق الرابط بين الخلايا الممرضة (خلايا سيرتولي) في الخصي وأَرُومَةُ النُّطْفَةِ (spermatid). حيث يتم إخراج الحيوانات المنوية وهي لم تكمل بلوغها ولا تصبح خلية تناسلية فعالة. هي طريقة جديدة للاستخدام جعلت ادجودين فعال أكثر بكثير.[32]
- جاميندازول (Gamendazole)، دواء مشتق من lonidamine، أُثبت على أن يعمل على عقم يمكن إعادته نسبياً في الفئران. طريقة عمل الدواء يُحسب أنها تعمل على تمزيق اضطراب عمل خلايا سيرتولي، مما ينتج عنه تقليل مستويات هرمون inhibin B.[33]
- تم تطوير برتوتكولات متعددة لمنع الحمل في الرجال. أحدهم بروتوكول مدموج يتضمن حقنات من ديبو بروفيرا لمنع تكوين الحيوانات المنوية، مرتبطة مع وضع جل التستوستيرون الموضعي لإعطاء مساعدة هرمونية.[34][35] علاجٌ مشابه يشمل زرع مركب تستوستيرون (7alfa-methyl-nortestosterone) سنوياً تحت الجلد متضامن مع حقنات من ديبو بروفيرا.[36] أُثبت الزرع وحده (بدون حقن ديبو بروفيرا) على تقليل عدد الحيوانات المنوية بفعالية في غالبية الأشخاص المستخدمين للعلاج في أعلى الجرعات في مرحلة الثانية من التجربات.[37] هناك أيضا حقن شهرية من التستوستيرون (testosterone undecanoate) وجدت أنها تعمل بطريقة جيدة جداً في المرحلة الثالثة من تجربة أجريت في الصين.[38][39]
- تم تنفيذ بحث للتدخل في نمو الحيوان المنوي في البربخ.[40][41]
- فينوكسيبنزامين phenoxybenzamine وجد أنه يعمل على منع القذف بذلك يعطيه القابلية ليكون مانع حمل فعّال. أثبتت الدراسات أن جودة السائل المنوي لا تتأثر والتغيرات يمكن إرجاعها بإيقاف العلاج فقط.[42]

### الطرق الجراحية
- في عملية الستايرين مالييك انهيدريد يتم حقن البوليمر الهلامي (ستايرين مالييك انهيدريد وثنائي ميثيل السلفوكسيد) في الأسهر. هذا البوليمر يملك شحنة موجبة، فعندما تمر الحيوانات المنوية التي تملك شحنة سالبة في الأسهر فإن الفرق في الشحنة يعمل على تلف الحيوانات المنوية بشكل كبير.[43] هناك حقنة ثانية تقوم بغسل هذه المادة وبالتالي تقوم باسترجاع الخصوبة. في عام 2011 عملية الستايرين مالييك أنهيدريد كانت في مرحلة التجربة السريرية الثالثة على البشر وتم تسجيل براءة اختراع عليها في الهند، والصين، وبنجلاديش، والولايات المتحدة الأمريكية. Vasalgel هو الاسم التجاري لحقن البوليمر الهلامي التي تم اختبارها في الولايات المتحدة الأمريكية. ولقد تم الانتهاء من تجربة هذه المادة على الارانب وكانت النتيجة إيجابية، وبالتالي فإنه من المتوقع أن يبدأ تجربتها مع البشر قريبا.[44]
- سد الاوعية لمنع الحمل عبارة عن عملية يتم فيها سد الأسهر كاملا أو جزئيا. في عملية قطع القناة المنوية يتم إزالة جزء من كل أسهر، بينما جهيز الأسهر (المستخدم في عملية سد الأوعية) يقوم فقط بسد القناة إلى أن يتم إزالة هذا الجهيز. إدارة الغذاء والدواء (الFDA) وافقت على بداية التجارب السريرة البشرية لجهيز الأسهر في عام 2006.[45]

### طرق علاجية أخرى
- الأبحاث على سلامة وفعالية استخدام علاج الموجات فوق الصوتية لقتل الحيوانات المنوية بدأت بعد تجارب مصطفى فهيم في عام 1970 عندما لاحظ أن الموجات فوق الصوتية قتلت الميكروبات وقامت بتقليل الخصوبة.[46] في عام 2012 أقيمت دراسة على الفئران ووجدوا فيها أنه عند تعرض الفئران مرتين للموجات فوق الصوتية لمدة 15 دقيقة في يومين منفصلين أدى إلى انخفاض عدد الحيوانات المنوية إلى مقدار تحت مستويات الخصوبة. أيضا في دراسة أخرى صغيرة، وجدوا فيها أنه بعد تعرض الكلاب للموجات فوق الصوتية ثلاث مرات قاموا بعمليات قذف خالية من الحيوانات المنوية. من ناحية أخرى، أبحاث إضافية على فعالية الموجات فوق الصوتية وسلامتها يلزم القيام بها.

### أبحاث مهملة
- ميجلوستات (Miglustat) عبارة عن دواء صُدّق لعلاج العديد من الأمراض النادرة للدهون. في الفئران أدت إلى منع حمل فعال وقابل للعكس. لكن يبدوا أن هذه النتائج كانت فعالة فقط مع بعض الفئران ذو سلالات جينية معينة. الميجلوستات لم يكن له أي مفعول لمنع الحمل في الفقاريات الأخرى.[47]
- تريستولون (Trestolone) عبارة عن سترويد بناء له تأثير على تقليل عدد الحيوانات المنية، ولكنه لا يستخدم حاليا في تنظيم النسل.[48]
- سيلودوسين (silodosin) عبارة عن معاكس أو حاصر انتقائي لمستقبلات ألفا 1 الأدرينية صُدّق عن طريق إدارة الغذاء والدواء لعلاج تضخم البروستات الحميد. هذا الدواء له أثر على تقليل عدد الحيوانات المنوية إذا أُخذ منه 5 جرعات قياسية.[49]